# Jon Ludvig Hammer
Jon Ludvig Nilssen Hammer (* 2. Juni 1990 in Bergen) ist ein norwegischer Schachspieler.

## Leben
2005 wurde Hammer FIDE-Meister, 2007 Internationaler Meister. Die dafür erforderlichen Normen erreichte er bei der Offenen Bayerischen Meisterschaft im Herbst 2005 in Bad Wiessee sowie (jeweils mit Übererfüllung) im Sommer 2006 beim Schachfestival in Biel/Bienne und im März 2007 beim 23. Open in Cappelle-la-Grande. Die Titelverleihung erfolgte im Juni 2007 zunächst unter dem Vorbehalt, dass Hammer eine Elo-Zahl von mindestens 2400 erreicht, dies gelang ihm bereits in der nächsten Elo-Liste vom Juli 2007. Seit 2009 trägt er als zehnter Norweger den Titel Schachgroßmeister. Die dafür erforderlichen Normen erzielte Hammer im März 2007 beim 23. Open in Cappelle-la-Grande, im September 2008 beim 3. Xtra Con-Turnier in Skovbo sowie beim über den Jahreswechsel 2008/2009 ausgetragenen Anniversary-Turnier in Gjøvik.
2013 gewann er in Lillehammer – in Abwesenheit von Magnus Carlsen – mit 7 Punkten aus 9 Partien (+5 =4 −0) erstmals die norwegische Landesmeisterschaft. Hammer nahm am Schach-Weltpokal 2013 in Tromsø teil, wo er sich in den ersten beiden Runden gegen die stärker eingeschätzten Sergej Movsesjan und David Navara durchsetzte, ehe er an Gata Kamsky scheiterte. Im Juli 2018 gewann er in Sarpsborg mit 7,5 Punkten aus 9 Partien erneut die norwegische Meisterschaft.
Jon Ludvig Hammer studierte Wirtschaftswissenschaften als Bachelor-Studiengang.

## Nationalmannschaft
Er spielte für die norwegische Nationalmannschaft bei den Schacholympiaden 2008, 2010 und 2014. Er nahm auch an drei Mannschaftseuropameisterschaften teil: 2007, 2009 und 2015. Bei der Mannschafts-EM 2009 in Novi Sad musste er am Spitzenbrett Magnus Carlsen vertreten, der auf seine Teilnahme verzichtete. Mit 6,5 Punkten aus 9 Partien und einer Elo-Leistung von 2792 erreichte er das drittbeste Ergebnis aller Spieler am ersten Brett. Er gewann gegen unter anderem Pawel Eljanow und Andrei Istrățescu.

## Vereine
Vereinsschach spielt er für die Oslo Schakselskap, mit der er 2007, 2008, 2010, 2011, 2012, 2013, 2014 und 2015 norwegischer Mannschaftsmeister wurde und siebenmal am European Club Cup teilnahm. Die britische Four Nations Chess League gewann Hammer 2010 mit Wood Green Hilsmark Kingfisher, bei denen er auch in den Saisons 2010/11 und 2013/14 einzelne Einsätze hatte, die schwedische Elitserien gewann er 2014, 2016, 2023, 2024 und 2025 mit dem SK Rockaden Stockholm. In der Saison 2011/12 spielte er in der deutschen Schachbundesliga für Werder Bremen. In Frankreich spielt er seit 2016 für Clichy-Echecs-92, mit denen er 2016 Meister wurde. Die dänische Skakligaen gewann Hammer 2019 und 2020 mit dem Team Xtracon Køge.